# Saint-Héand
Saint-Héand település Franciaországban, Loire megyében. Lakosainak száma 3684 fő (2022. január 1.). Saint-Héand Aveizieux, L’Étrat, Fontanès, La Fouillouse, La Gimond, Saint-Bonnet-les-Oules, Sorbiers és La Tour-en-Jarez községekkel határos.

## Népesség
A település népessége az elmúlt években az alábbi módon változott:
| Lakosok száma | 2549 | 3458 | 3625 | 3699 | 3557 | 3600 | 3592 | 3637 | 3659 | 3684 |
|               | 1968 | 1982 | 1990 | 2006 | 2013 | 2015 | 2017 | 2019 | 2020 | 2022 |